# Bruck am Ziller
Bruck am Ziller é um município da Áustria, situado no distrito de Schwaz, no estado do Tirol. Tem 6 km² de área e sua população em 2019 foi estimada em 1.124 habitantes.